# Powiat Shimohei
Powiat Shimohei (jap. 下閉伊郡 Shimohei-gun) – powiat w Japonii, w prefekturze Iwate. W 2024 roku liczył 26 545 mieszkańców.

## Miejscowości
- Iwaizumi
- Yamada
- Fudai
- Tanohata